# Avlabari

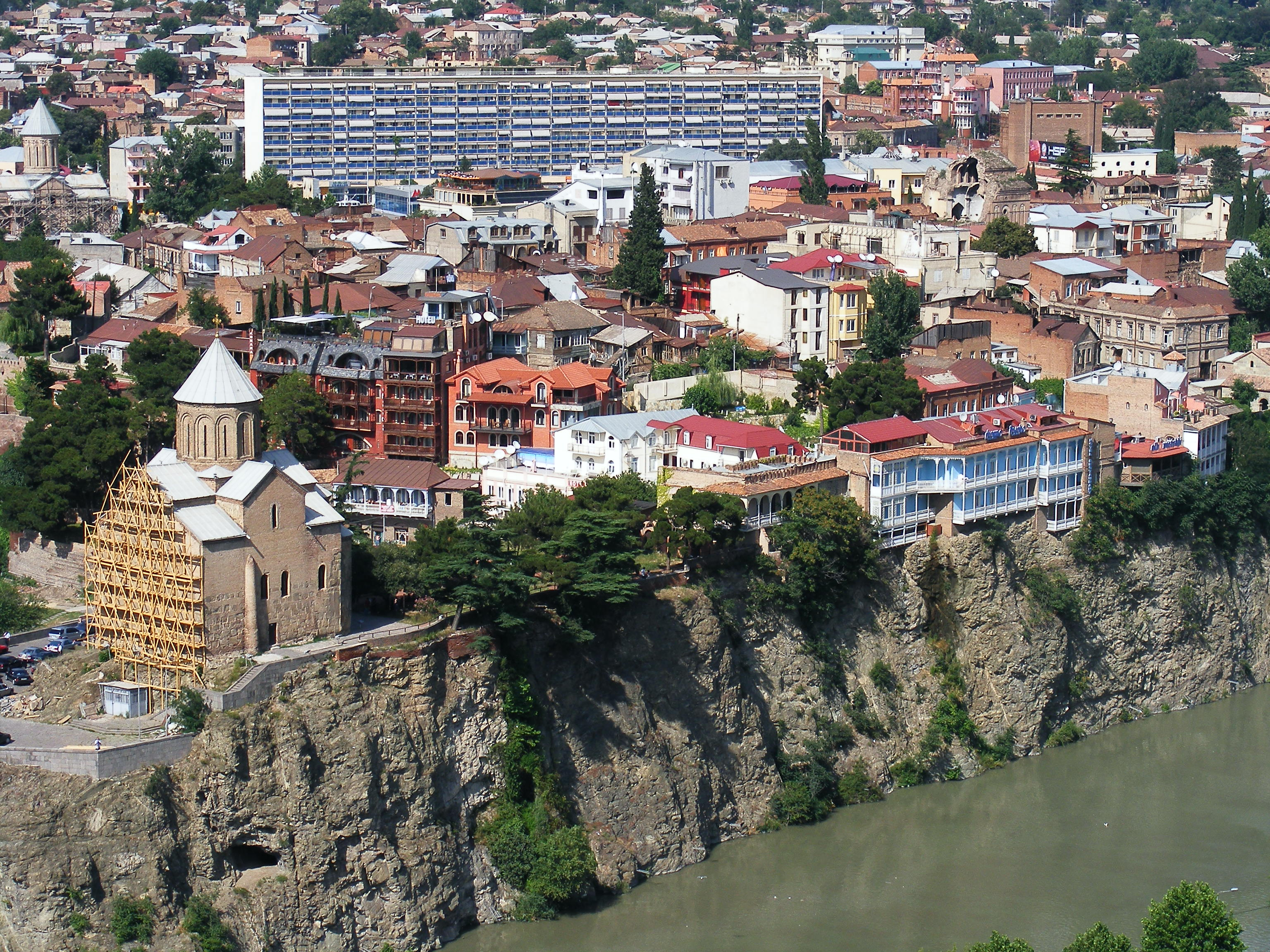
Výhled Avlabari ze Narikala

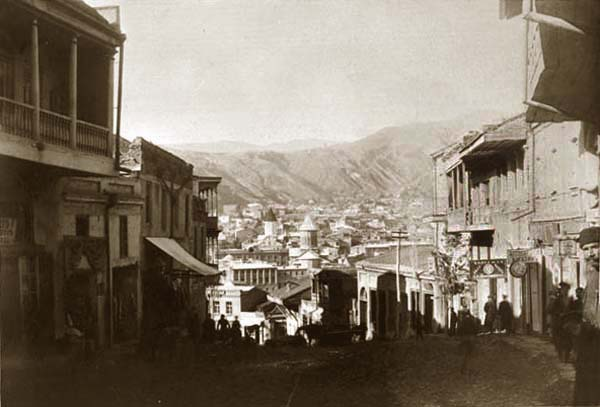
Vinná ulice (1900)

Avlabari je čtvrť v gruzínském Tbilisi, v městské části Dzveli Tbilisi (Staré Tbilisi). Je na levé břehu řeky Kura (Mtkvari), mezi čtvrtěmi: Riqe, Čugureti, Elia a Navtlugi. Ve 11.-13. století se této čtvrti se říkalo Isni (Isani), ale od 14. století se v historických zdrojích častěji zmiňuje název "Avlabari".
V Avlabari se nachází několik starých kostelů (mezi nimi jsou i arménské kostely), arménské divadlo, mnoho hotelů, hostelů a dvě stanice metra: Avlabari a 300 Aragveli.